# Зажулкев
Зажулкев (пол. Zażółkiew) — село в Польщі, у гміні Красностав Красноставського повіту Люблінського воєводства.
Населення — 308 осіб (2011).
У 1975-1998 роках село належало до Холмського воєводства.

## Демографія
Демографічна структура станом на 31 березня 2011 року:
|          | Загалом | Допрацездатний вік | Працездатний вік | Постпрацездатний вік |
| -------- | ------- | ------------------ | ---------------- | -------------------- |
| Чоловіки | 149     | 29                 | 104              | 16                   |
| Жінки    | 159     | 24                 | 94               | 41                   |
| Разом    | 308     | 53                 | 198              | 57                   |